# Helodon alpestris
Helodon alpestris är en tvåvingeart som först beskrevs av Dorogostaisky, Rubtsov och Vlasenko 1935.  Helodon alpestris ingår i släktet Helodon och familjen knott. Inga underarter finns listade i Catalogue of Life.